# Богоюл
Богоюл (Богоюль) — горная река в Хакасии на северо-восточных склонах Кузнецкого Алатау, правый приток р. Сарала. Длина 8 км.
Протекает по территории Орджоникидзевского района. Образуется при слиянии рек Левый Богоюл и Правый Богоюл, в 6 км восточнее с. Подвинск. Впадает в реку Сарала в 25 км от устья, на восточной окраине посёлка Орджоникидзевский. Направление течения — на северо-восток. Имеет 8 притоков, включая Левый Богоюл (6 км) и Правый Богоюл (4 км).

## Топографические карты
- Лист карты N-45-XI. Масштаб: 1 : 200 000. Состояние местности на 1982 год. Издание 1987 г.